# Petra Nareks
Petra Nareks (née le 27 septembre 1982 à Žalec) est une judokate slovène. Elle a remporté six médailles aux Championnats d'Europe de judo dans la catégorie des moins de 52 kg.

## Palmarès

### Championnats d'Europe
- Médaille d'argent en moins de 52 kg aux championnats d'Europe de judo 2003 à Düsseldorf ;
- Médaille de bronze en moins de 52 kg aux championnats d'Europe de judo 2008 à Lisbonne[1] ;
- Médaille de bronze en moins de 52 kg aux championnats d'Europe de judo 2007 à Belgrade[2] ;
- Médaille de bronze en moins de 52 kg aux championnats d'Europe de judo 2006 à Tampere ;
- Médaille de bronze en moins de 52 kg aux championnats d'Europe de judo 2004 à Bucarest ;
- Médaille de bronze en moins de 52 kg aux championnats d'Europe de judo 2002 à Maribor.

### Jeux européens
- Médaille de bronze par équipes aux Jeux européens de 2015 à Bakou.

### Jeux méditerranéens
- Médaille d'argent en moins de 52 kg aux Jeux méditerranéens de 2013 à Mersin ;
- Médaille de bronze en moins de 52 kg aux Jeux méditerranéens de 2009 à Pescara ;
- Médaille de bronze en moins de 52 kg aux Jeux méditerranéens de 2005 à Almeria
- Médaille de bronze en moins de 52 kg aux Jeux méditerranéens de 2001 à Tunis.